# Pontsho Moloi
Pontsho Moloi (ur. 28 listopada 1981 w Gaborone) – botswański piłkarz grający na pozycji napastnika.

## Kariera klubowa
Swoją karierę piłkarską Moloi rozpoczął w klubie Notwane FC ze stolicy kraju Gaborone. Zadebiutował w nim w 2000 roku w pierwszej lidze botswańskiej. W latach 2003 i 2004 zdobył z Notwane Puchar Niepodległości Botswany, a w 2006 roku - Puchar Botswany.
W 2006 roku Moloi odszedł do klubu Mochudi Centre Chiefs SC z Gaborone. W 2008 roku wywalczył z nim dublet - mistrzostwo i Puchar Botswany. W 2009 roku został wypożyczony do południowoafrykańskiego Bay United FC i grał w nim w sezonie 2009/2010. W latach 2010–2017 znów grał w Mochudi Centre Chiefs. W sezonach 2011/2012, 2012/2013, 2014/2015 i 2015/2016 został z nim mistrzem kraju. W 2017 roku zakończył karierę.

## Kariera reprezentacyjna
W reprezentacji Botswany Moloi zadebiutował 28 kwietnia 2004 w zremisowanym 0:0 towarzyskim meczu z Namibią. W 2012 roku został powołany do kadry na Puchar Narodów Afryki 2012. Od 2004 do 2012 rozegrał w niej 51 meczów i strzelił 6 goli.